# ليونيد خوخلوف
ليونيد خوخلوف (بالروسية: Леонид Вячеславович Хохлов)‏ هو سباح روسي، ولد في 16 يونيو 1980 في أوليانوفسك في روسيا.

## روابط خارجية
- ليونيد خوخلوف على موقع الاتحاد الدولي للسباحة (الإنجليزية)
- ليونيد خوخلوف على موقع أوليمبيديا (الإنجليزية)